# 이동현 (1992년)
이동현(1992년 10월 23일 ~ )은 대한민국의 전 축구 선수이다. 개명 전 이름은 이경수다.
천안제일고등학교를 졸업 후, 2011년에 강원 FC에 번외지명을 통해 입단하여 주로 R리그에서만 6경기 출전하였고, 1군 경기는 출전하지 못했다. 결국, 심한 부상과 더불어 재계약에 실패하여 팀에서 방출되었고, 그 후, 대경대에 진학하여 2년 동안 경기에 출전하였다.
그 후, 성남 FC(전신 성남 일화) 입단 테스트에 합격하여 다시 K리그 무대를 누빌 기회가 생겼으나, 연습 경기 도중 부상으로 인하여 결국 성남 입단에 실패하였다. 그 후, 1년을 방황하다가 K3 리그의 춘천 FC에 입단하였고, 본래 이름인 이경수에서 이동현으로 개명하였다. 그러던 중 개명 이후 청춘 FC 1차 테스트를 통하여 최종 멤버로 발탁되었고, 청춘 FC의 붙박이 주전 수비수로 자리를 잡았다. 청춘 FC 종영 후, 성남 FC에 다시 테스트를 받아 1차에는 합격했으나, 2차에는 탈락하였고, 부천 입단 테스트에 참가했지만, 경기 중 부상을 당해 테스트를 보지 못했다. 그 후, 이동현은 선수 생활을 접고, 송종국 축구 교실에서 지도자 생활을 시작하였고, 지금은 거여초등학교에서 수석 코치로 활동 중이다.

## 같이 보기
- 청춘FC 헝그리 일레븐